# Ирвин, Эрика
Эрика Ирвин (англ. Erika Ervin, известна также как Амазон Ив (англ. Amazon Eve); род. 1979) — американская модель, актриса и фитнес-тренер. С ростом в 203 см является самой высокой моделью в мире.

## Биография
Уильям Ирвин родился 23 февраля 1979 года в городе Turlock, штат Калифорния. Только в 2004 году совершил трансгендерный переход, став женщиной.
К 14 годам рост Уильяма составлял 1 м 78 см. За последующие 4 года он вырос ещё на 24 сантиметра. Учился в калифорнийском колледже Bay Area, где изучал театральное искусство и управление бизнесом.
Эрика хотела стать актрисой, но отказалась от этой идеи, так как ей постоянно предлагали роли инопланетянина или монстров. Несмотря на это, снималась в кино и на телевидении. Позже изучала право и физиологию. Устав от офисной жизни и недовольная своим весом, она пошла в тренажёрный зал. Затем Эрика стала фитнес-тренером. Она путешествует по миру, участвует в фотосессиях, включая сравнительные фото с обычными девушками, работает как модель и размещает факты проведённых туров на своем сайте.
Мировую известность Эрика получила благодаря фотосессии для австралийского журнала Zoo Weekly в 2009 году.
В 2011 гoдy Эpикa попала в Книгу рекордов Гиннесса как самая высокая профессиональная модель в мире Став с тех пор очень популярной, приобрела успех в мире моды..
В сентябрьском номере журнала Harper’s Bazaar за 2013 год, Карин Ройтфельд, бывший редактор парижского журнала Vogue, написала статью Carine Roitfeld’s Singular Beauties с фотографиями от Карла Лагерфельда, в которой она рассказывает о 25 самых необычных женщинах. В числе героев статьи — Скарлетт Йоханссон, Кармен Делль’Орефиче, Габури Сидибе и Эрика Ирвин в паре с Цзюй Сяовэнь (рост 177 см).